# Estación de Joinville-le-Pont
La estación de Joinville-le-Pont es una estación ferroviaria francesa del municipio de Joinville-le-Pont (departamento de Valle del Marne).

## Frecuentación
En 2015, el uso anual estimado por la RATP es de 3.665.186 viajeros.

## La estación
La estación RER actual fueabierta en 1969. Por ella pasan los trenes de la línea A  del RER que recorren la rama A2 hacia Boissy-Saint-Léger.

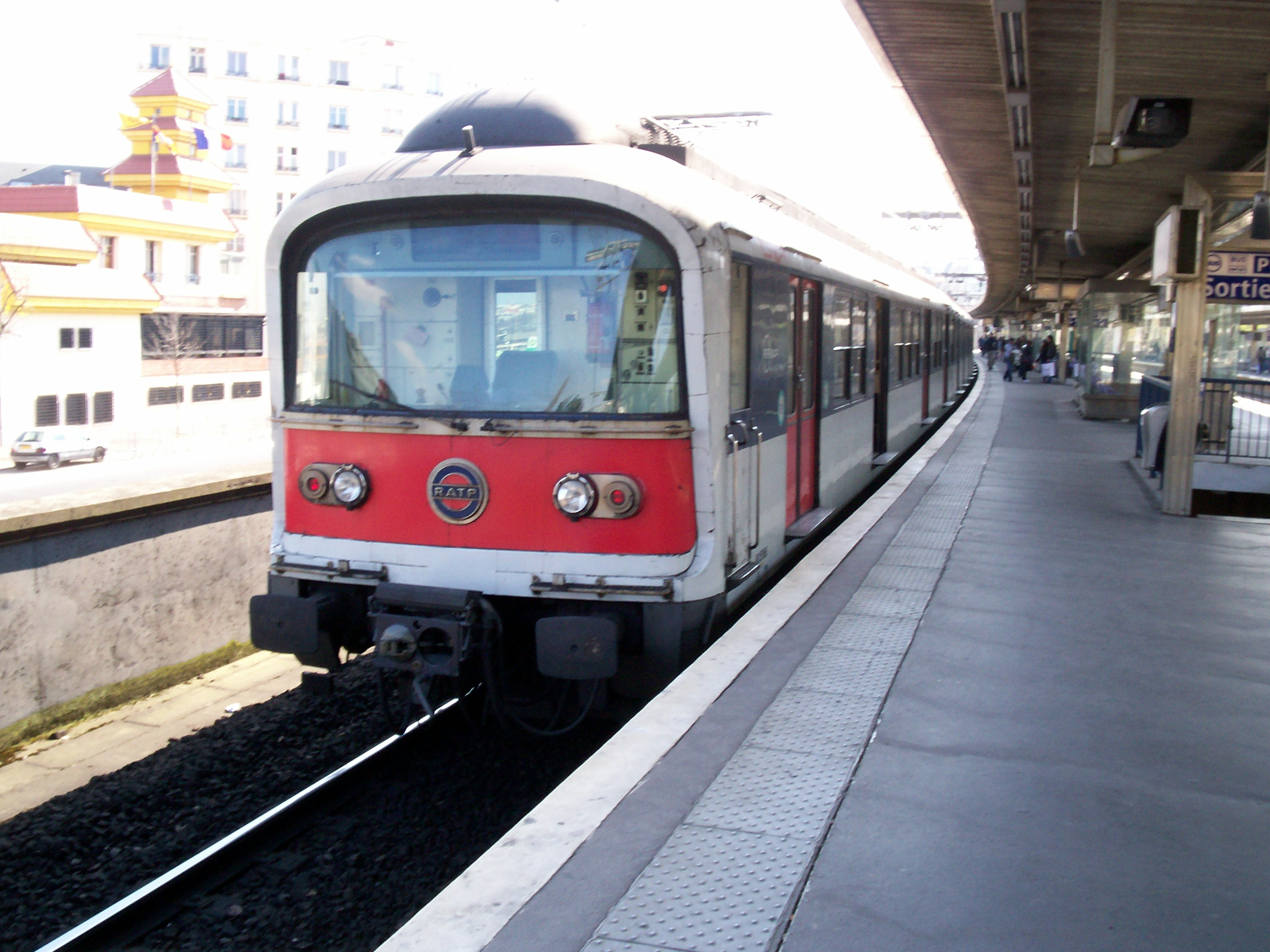
Andén de la estación.

## Servicios
Por la estación de Joinville-le-Pont pasan trenes cada 10 minutos en horas valle, cada 5 en horas punta y cada 15 por las noches.

## Intermodalidad
Por la estación pasan las líneas las líneas 101, 106, 108, 110, 112, 201 y 281 de autobús RATP así como por la línea N33 del servicio de autobús nocturno Noctilien.

## En las cercanías
- Bosque de Vincennes.
- Márgenes del Marne.